# Walt Poddubny
Walter Michael „Walt“ Poddubny (* 14. Februar 1960 in Thunder Bay, Ontario, Kanada; † 21. März 2009 ebenda) war ein kanadischer Eishockeyspieler, -trainer und -funktionär, der im Verlauf seiner aktiven Karriere zwischen 1978 und 1995 unter anderem 487 Spiele für die Edmonton Oilers, Toronto Maple Leafs, New York Rangers, Nordiques de Québec und New Jersey Devils in der National Hockey League (NHL) auf der Position des rechten Flügelstürmers bestritten hat. Im Jahr 1989 nahm Poddubny, der zwischen 1992 und 1994 zwei Jahre in Deutschland beim EC Bad Nauheim aktiv war, als Spieler der Nordiques de Québec am NHL All-Star Game teil.

## Karriere
Nachdem Poddubny als Jugendlicher zwei Spielzeiten bei den heimischen Thunder Bay Kings im unterklassigen Juniorenbereich verbracht hatte, sammelte er im Verlauf der Saison 1978/79 erste Einsatzzeiten in der Western Hockey League (WHL) bei den Brandon Wheat Kings. Ab der Spielzeit 1980/81 ging der Stürmer in der Ontario Major Junior Hockey League (OMJHL) zunächst für die Kitchener Rangers aufs Eis, wechselte aber noch im Saisonverlauf zu Kitcheners Ligakonkurrenten Kingston Canadians. Dort beendete er sein letztes Jahr im Juniorenbereich, da er im NHL Entry Draft 1980 in der fünften Runde an 90. Position von den Edmonton Oilers aus der National Hockey League (NHL) ausgewählt worden war.
Poddubny wechselte nach dem Draft umgehend in den Profibereich, da er im Trainingslager vor der Spielzeit 1980/81 die Offiziellen der Oilers von seinen Qualitäten überzeugen konnte. Allerdings gelang es ihm nicht, einen Platz im hochkarätig besetzten NHL-Kader zu erhalten, sondern wurde zunächst bei den Wichita Wind in der Central Hockey League (CHL) eingesetzt. Im Verlauf seiner Rookiesaison sammelte er auch Einsatzminuten bei den Milwaukee Admirals in der International Hockey League (IHL). Für die Oilers debütierte der Angreifer schließlich in der Saison 1981/82 in der NHL, spielte aber hauptsächlich weiterhin in Wichita. Im Saisonverlauf wurde Poddubny gemeinsam mit Phil Drouillard zu den Toronto Maple Leafs transferiert, die dafür Laurie Boschman nach Edmonton ziehen ließen. Bei den Maple Leafs gelang dem Offensivspieler schließlich der dauerhafte Sprung in die NHL. Er blieb in den folgenden drei Spielzeiten bis zur Saison 1985/86 Stammspieler bei den Leafs, ehe er zwischen dem NHL-Kader Torontos und dem des Farmteams St. Catharines Saints aus der American Hockey League (AHL) pendelte. Im Sommer 1986 trennte sich Toronto von dem Angreifer und gab ihn für Mike Allison an die New York Rangers ab.
Bei den Rangers verbrachte Poddubny die beiden erfolgreichsten Spielzeiten seiner NHL-Karriere. Er sammelte 87 Scorerpunkte im ersten Jahr, was er mit 88 Punkten in der Saison 1987/88 bestätigte. Zudem erzielte er dabei 40 und 38 Tore. In beiden Spielzeiten war er Topscorer der Rangers. Mit dem gesteigerten Marktwert wurde er nach zwei Jahren in Diensten der Broadway Blueshirts gemeinsam mit Jari Grönstad, Bruce Bell und einem Viertrunden-Wahlrecht im NHL Entry Draft 1989 an die Nordiques de Québec abgaben. New York sicherte sich im Gegenzug die Dienste von Jason Lafrenière und Normand Rochefort. Bei den Franko-Kanadiern konnte Poddubny mit 75 Punkten und abermals 38 Toren seine Leistungen aus den beiden Vorjahren bestätigten. Zudem vertrat er die Nordiques in diesem Jahr im NHL All-Star Game, allerdings trennten auch sie sich nach nur einem Jahr in einem erneuten Transfergeschäft von ihm. Diesmal wurde der Angreifer gemeinsam mit einem Viertrunden-Wahlrecht im NHL Entry Draft 1990 für Joe Cirella, Claude Loiselle und ein Achtrunden-Wahlrecht desselben Drafts zu den New Jersey Devils geschickt. Im Trikot der Devils konnte Poddubny die Form der Vorjahre nicht kompensieren. Bis zum Februar 1990 hatte er in 33 Partien lediglich 14 Punkte gesammelt. Eine Verletzung des Kreuzbands im rechten Knie mit anschließenden Spätfolgen ließ ihn bis zum Ende der Saison 1991/92 nur 21 weitere NHL-Spiele absolvieren.
Vor der Saison 1992/93 verließ der Kanadier die NHL und schloss sich dem EC Bad Nauheim aus der 2. Eishockey-Bundesliga an, dem damit ein echter Transfercoup gelungen war. Mit 76 Scorerpunkten war er mit Abstand bester Scorer des Teams, allerdings konnte er den Gang in die Relegationsrunde zur Oberliga nicht abwenden. In dieser war er mit 20 Punkten in neun Einsätzen punktbester Spieler unter allen Akteuren, konnte damit den Abstieg aber nicht verhindern. Er verließ Bad Nauheim daraufhin und schloss sich zum Beginn der folgenden Saison dem italienischen Erstligisten SHC Fassa an. Es blieb mit neun absolvierten Partien aber nur ein kurzes Gastspiel, da er zum EC Bad Nauheim zurückkehrte. Im Sommer 1994 wechselte er allerdings wieder in die Vereinigten Staaten und absolvierte seine letzte Profisaison bei den Worcester IceCats in der AHL. Im Frühjahr 1995 beendete er im Alter von 35 Jahren seine aktive Karriere.
Über den Sommer 1995 hinweg war Poddubny als Spielertrainer bei der Inlinehockeymannschaft Orlando Rollergators in der Roller Hockey International (RHI) tätig, nachdem er schon im Sommer zuvor für den Ligakonkurrenten Las Vegas Flash gespielt hatte. Zur Saison 1995/96 wurde er zum Cheftrainer der Daytona Beach Breakers aus der Southern Hockey League ernannt. Nach einem Jahr dort folgte ein einjähriges Engagement als Assistenztrainer bei seinem Ex-Team Worcester IceCats in der AHL. Anschließend wurde er als Cheftrainer von den Anchorage Aces aus der West Coast Hockey League (WCHL) angestellt. Diesen Posten übte er mit zwei Unterbrechungen zwischen Juni und November 1999 sowie Mai und Dezember 2001 bis zum Ende der Saison 2001/02 aus. Zudem war er zwischen November 1999 und Mai 2001 zusätzlich General Manager des Franchises.
Poddunby verstarb überraschend im März 2009 im Alter von 49 Jahren in seiner Geburtsstadt Thunder Bay in der kanadischen Provinz Ontario.

## Erfolge und Auszeichnungen
- 1989 Teilnahme am NHL All-Star Game

## Karrierestatistik
(Legende zur Spielerstatistik: Sp oder GP = absolvierte Spiele; T oder G = erzielte Tore; V oder A = erzielte Assists; Pkt oder Pts = erzielte Scorerpunkte; SM oder PIM = erhaltene Strafminuten; +/− = Plus/Minus-Bilanz; PP = erzielte Überzahltore; SH = erzielte Unterzahltore; GW = erzielte Siegtore; 1 Play-downs/Relegation; Kursiv: Statistik nicht vollständig)